# Cyathea atrovirens
Cyathea atrovirens là một loài thực vật có mạch trong họ Cyatheaceae. Loài này được (Langsd. & Fisch.) Domin mô tả khoa học đầu tiên năm 1929.